# Kyle Long
Pour les articles homonymes, voir Long.
(en) Statistiques sur pro-football-reference
Kyle Howard Long, né le 5 décembre 1988 à Ivy en Virginie, est un joueur américain de football américain évoluant au poste d'offensive guard.

## Biographie
Il étudie à l'université d'Oregon et joue alors pour les Ducks de l'Oregon.
Il est sélectionné à la 20e place de la Draft 2014 par les Bears de Chicago. Il est alors le premier offensive guard sélectionné au premier tour par le Bears depuis Roger Davis en 1960.
Il est sélectionné au Pro Bowl dès sa première saison.
Kyle Long est le fils du defensive end Howie Long et le frère du defensive end Chris Long.